# Blood Red Throne
Blood Red Throne är ett norskt technical death metal-band bildat i Kristiansand i Norge 1998.
Bandet bildades av gitarristerna Terje Vik Schei och Daniel Olaisen under en turné med bandet Satyricon med målsättningen att spela brutal och blodig death metal. Omslagen på bandets skivor är ofta ganska magstarka med bilder på lik och misshandlade kroppar.

## Medlemmar
Nuvarande medlemmar
- Død (Daniel Olaisen) – gitarr (1998– )
- Freddy Bolsø – trummor (1998–2002, 2015– )
- Ivan Gujić – gitarr (2010– )
- Bolt (Yngve Norvin Christiansen) – sång (2011–2015, 2015– )
- Stian Gundersen – basgitarr (2018– )

Tidigare medlemmar
- Sanrabb (Morten Furuly) – trummor (1998)
- Erlend Caspersen – basgitarr (1998–2011)
- Tchort (Terje Vik Schei) – gitarr (1998–2010)
- Ronny Thorsen (Ronnie Thorsen) – sång (2000)
- Mr. Hustler (Flemming Gluch) – sång (2001–2005)
- Espen Antonsen – trummor (2002–2004)
- Anders Kobro – trummor (2005–2007)
- Vald (Osvald Egeland) – sång (2005–2011)
- Anders Faret Haave – trummor (2007–2010)
- Emil Wiksten – trummor (2010–2013)
- Ole Bent Madsen – basgitarr (2011–2018)
- Martin Berger – sång (2015)

Turnerande medlemmar
- John Dhana Vooren – trummor (2013– )
- Freddy Bolsø – trummor (2013)
- Kristoffer Lunden – trummor (2018– )

Gästmusiker (session)
- Bernt André Moen – trummor på Altered Genesis
- Vidar Helseth – sång

## Diskografi
Demo
- 2000 – Deathmix 2000

Studioalbum
- 2001 – Monument of Death
- 2003 – Affiliated with the Suffering
- 2005 – Altered Genesis
- 2007 – Come Death
- 2009 – Souls of Damnation
- 2011 – Brutalitarian Regime
- 2013 – Blood Red Throne
- 2016 – Union of Flesh and Machine
- 2019 – Fit to Kill

EP
- 2002 – A Taste for Blood

Singlar
- 2017 – "Gore Encore"
- 2018 – "InStructed InSanity"
- 2019 – "Requiem Mass"

Annat
- 2002 – A Taste for Butchery (delad album: Severe Torture / Blood Red Throne)